# Le Canarien
Le Canarien (Il Canario) è una cronaca e diario di viaggio delle spedizioni fatte per la conquista delle Isole Canarie organizzata all'inizio del XV Secolo da parte di Jean de Béthencourt e Gadifer de La Salle.
L'opera, scritta in francese, è stata adattata tra il 1404 e il 1420 sulle basi di manoscritti dei frati francescani Jean Le Verrier e Pierre Boutier, cronisti della spedizione verso le isole.
Si tratta della prima serie di documenti scritti riguardanti la conquista delle Isole Canarie e la unica fonte d'informazione sullo stile di vita dei nativi e il successivo arrivo dei conquistatori.

## Versioni del testo originali
Si conoscono due versioni del testo: il codice Egerton 2709 (conosciuto anche come Testo G) e il codice Montruffet.

### Egerton 2709
Acquisito dal British Museum nel 1888 e conservato attualmente nella British Library, il codice Egerton 2709, conosciuto anche come Testo G, è attribuito a Gadifer de La Salle e si caratterizza per essere la più breve, obiettiva e rigorosa delle due versioni. Un'altra particolarità è quella di non presentare nessun disegno degli avvenimenti.

### Codice Montruffet
Conosciuto anche come Testo B, è stato redatto fra il 1488 e il 1491 dal nipote di Jean de Béthencourt. Fu donato alla Biblioteca Municipale di Rouen dopo la Seconda Guerra Mondiale.
Si caratterizza per essere la più estesa fra le due versioni e per la presenza di più di 84 vignette disegnate per dividere un capitolo dall'altro.
Inoltre, questo documento è più simile ad un elogio della spedizione, piuttosto che ad una cronaca.

## Edizioni moderne
La prima edizione moderna si deve a Elías Serra y Alejandro Cioranescu, dell'Istituto degli Studi Canari dell'Università di La Laguna, pubblicata nel 1965.
Dal 2003, una nuova edizione è stata pubblicata da Berta Pico e Dolores Corbella.